# Ozero Lutjaj
Ozero Lutjaj (ryska: Озеро Лучай) är en sjö i Belarus.   Den ligger i voblasten Vitsebsks voblast, i den norra delen av landet, 130 km norr om huvudstaden Minsk. Ozero Lutjaj ligger 164 meter över havet. Arean är 1,8 kvadratkilometer. Den sträcker sig 2,5 kilometer i nord-sydlig riktning, och 1,7 kilometer i öst-västlig riktning.
Omgivningarna runt Ozero Lutjaj är en mosaik av jordbruksmark och naturlig växtlighet. Runt Ozero Lutjaj är det ganska glesbefolkat, med 22 invånare per kvadratkilometer.